# When Emma Falls in Love

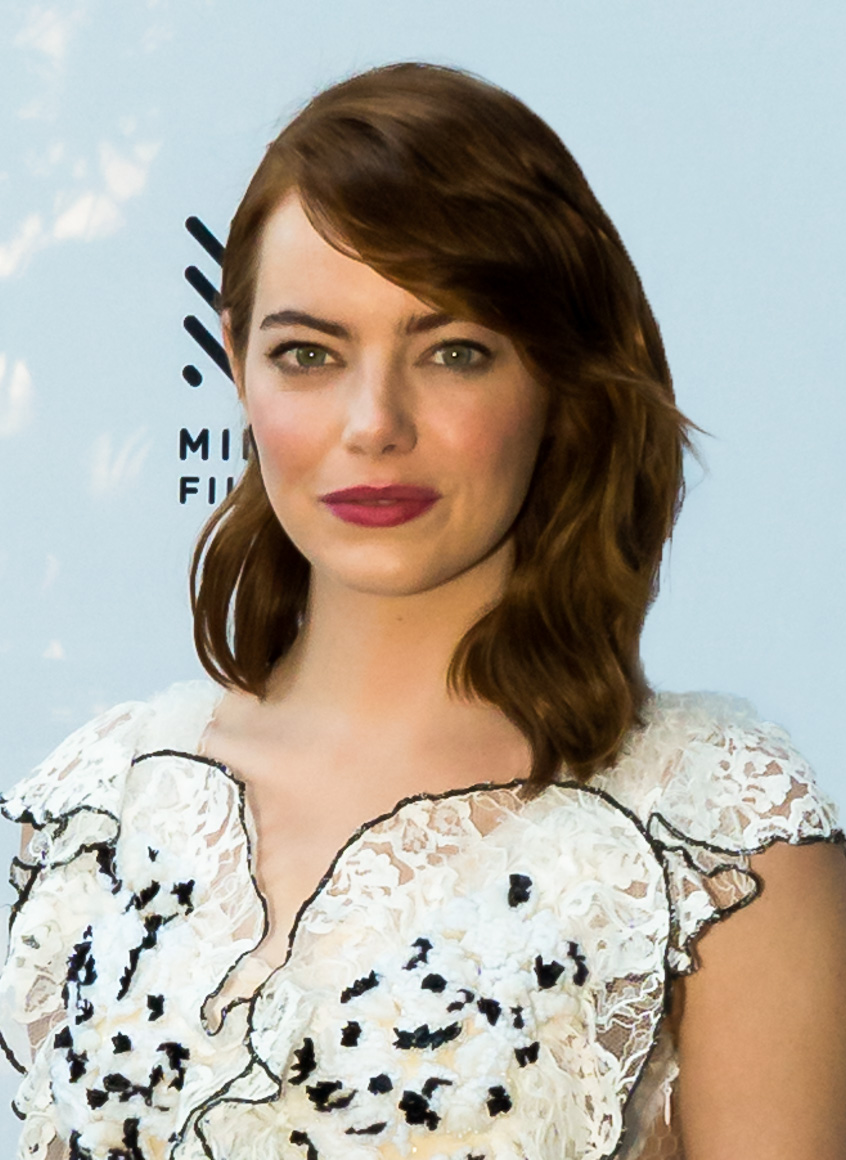
Эмма Стоун, о которой, как предполагается, была написана песня «When Emma Falls in Love»

«When Emma Falls in Love» (с англ. — «Когда Эмма влюбилась») — песня американской певицы Тейлор Свифт. Она вышла 7 июля 2023 в качестве 18-го трека её третьего перезаписанного альбома Speak Now (Taylor’s Version). Спродюсированная Свифт и Аароном Десснером, песня рассказывает о том, как рассказчица наблюдала за влюблённостью друга и восхищалась им. Воплощая в себе элементы кантри и поп-музыки, песня начинается как нежная баллада, а затем нарастает до припева. Песня заняла 36-е место в Billboard Global 200 и вошла в чарты Австралии, Канады, Новой Зеландии и США.

## История
Тейлор Свифт выпустила свой третий студийный альбом Speak Now 25 октября 2010 года на лейбле Big Machine Records. Свифт выпустила ещё три студийных альбома под лейблом Big Machine, согласно её контракту, который истёк в ноябре 2018 года. После этого она ушла из Big Machine и подписала новый контракт с Republic Records, который обеспечил ей права на владение мастер-записями любой новой музыки, которую она выпустит. В 2019 году американский бизнесмен Скутер Браун приобрёл Big Machine; право собственности на мастера первых шести студийных альбомов Свифт, включая Speak Now, перешло к нему. В августе 2019 года Свифт осудила покупку Брауна и объявила, что перезапишет свои первые шесть студийных альбомов, чтобы самой владеть их мастер-классами. Свифт начала процесс перезаписи в ноябре 2020 года.
5 мая 2023 года на первом концерте в Нашвилле в рамках Eras Tour, шестого концертного тура Свифт, она анонсировала альбом Speak Now (Taylor’s Version) и дату его выхода — 7 июля. Впоследствии она писала в социальных сетях: «Я люблю этот альбом, потому что он рассказывает о взрослении, взлётах, полётах и крушениях… … и жить, чтобы рассказать об этом». Свифт подчеркнула трудности, с которыми она столкнулась в своей жизни во время написания альбома, среди которых «жестокая честность, нефильтрованные дневниковые признания и дикая тоска». 5 июня 2023 года Свифт объявила трек-лист альбома Speak Now (Taylor’s Version). В него вошли двадцать два трека, в том числе шесть новых песен «From the Vault», которые были написаны для альбома 2010 года, но так и не вошли в него.

## Композиция
Песня «When Emma Falls in Love» начинается как нежная баллада с «лилейным фортепиано, придающим песне детское настроение». Она нарастает до «взрывного припева». Песня имеет «классический нэшвилльский поп-кантри бэкграунд» и кроссоверные музыкальные элементы между кантри и поп, включая использование банджо и фортепианной мелодии. В тексте подробно описывается опыт рассказчика, наблюдающего, как друг влюбляется и разрывается с партнёром. Счастливый финал песни, в котором подруга и парень начинают отношения, сравнивали с финалом «Love Story» (2008).
СМИ считают вдохновительницей лирики американскую актрису Эмму Стоун, подругу Свифт с 2008 года.

## Релиз и концертное исполнение
Speak Now (Taylor’s Version) вышел 7 июля 2023 года на лейбле Republic Records, а песня «When Emma Falls in Love» вошла в него в качестве 18-го трека. В тот же день когда вышел и альбом, Свифт исполнила трек в качестве «песни-сюрприза» на стадионе Эрроухед в Канзас-Сити в рамках концертного тура Eras Tour.

## Отзывы
USA Today назвала песню «When Emma Falls in Love» лучшим треком из альбома «From the Vault». Уилл Ходжкинсон из The Times поставил песне четыре звезды из пяти, назвав её «запоминающейся и поднимающей настроение». Джонатан Киф из Slant Magazine назвал песню «впечатляющей» и сказал, что она привносит в альбом «столь необходимые сторонние взгляды». Кейт Соломон из газеты i сочла её «крайне посредственной».

## Чарты
| Чарт (2023)                         | Высшая позиция |
| ----------------------------------- | -------------- |
| Австралия (ARIA)                    | 43             |
| Канада (Billboard Canadian Hot 100) | 40             |
| Мир (Billboard Global 200)          | 36             |
| Новая Зеландия (Recorded Music NZ)  | 37             |
| Великобритания UK Streaming (OCC)   | 70             |
| США (Billboard Hot 100)             | 34             |
| США (Billboard Hot Country Songs)   | 15             |

### Комментарии
1. ↑  Официальное название «When Emma Falls in Love (Taylor’s Version) (From the Vault)»[1]